# Thélia Sigère
Thélia Sigère (née le 3 juin 1985 à Fort-de-France) est une athlète française, spécialiste du sprint. Elle mesure 1,76 m pour 65 kg. Son club est le Coquelicot 42.

## Palmarès
Championnats du monde junior d'athlétisme
- Championnats du monde junior d'athlétisme de 2004 à Grosseto ( Italie)
  - 6e en relais 4 × 400 m

## Meilleurs temps
- 100 m : 11 s 74 	 +1,5 	1re à Fort-de-France	10 Jun 2005
- 200 m : 23 s 82 	 +0,6 	1rA 	Noisy-le-Grand	15 Jun 2006
- en salle : 	23 s 66 	 	 	1h3 	NC	Aubière	16 Feb 2007
- 400 m : 52 s 31 	 1r1 	Résisprint	La Chaux-de-Fonds	12 Aug 2007